# Antichiropus pustulosus
Antichiropus pustulosus är en mångfotingart som beskrevs av Carl Graf Attems 1944. Antichiropus pustulosus ingår i släktet Antichiropus och familjen orangeridubbelfotingar. Inga underarter finns listade i Catalogue of Life.